# 氏家行繼
氏家行繼（うじいえ ゆきつぐ，天文20年（1551）？－元和元年（1615））戰國時代－安土桃山時代武將。別名定元、元正、廣定。官位：志摩守。是西美濃三人眾的氏家直元三子。兄長氏家直昌、氏家行廣。
天正10年（1582）武田征伐出戰。同年6月信長死後出仕豐臣秀吉，領有近江伊勢1萬5000石。天正11年（1583）在羽柴軍一方參與賤岳之戰，隔年（1584）小牧長久手之戰參加。天正20年（1592）出兵朝鮮留在名護屋城。
慶長5年（1600）關原之戰與支持西軍的兄長行廣在桑名城對戰。戰後，德川家康原本要將行繼改易，後來允許他以6000石出仕細川忠興。元和元年（1615）死去。